# Stockrossläktet
Stockrossläktet (Alcea) är ett släkte i familjen malvaväxter med ca 60 arter. De flesta arterna förekommer i östra Medelhavsområdet.
Två-åriga till perenna örter. Blad skaftade, hela till handflikiga, vanligen tätt stjärnhåriga. Blommorna kommer i bladvecken, ensamma eller i en toppställd, falsk flock.
Ytterfoder med 6-9 flikar som är förenade vid basen. Foder femflikigt. Krona stor, mer än 3 cm lång. Ståndarrör kalt, femkantigt. Märken linjära. Frukt en klyvfrukt; delfrukter klyftformade, fröna är njurformade.
Släktnamnet Alcea (gr.) betyder skydd, styrka och namnet syftar på arternas användning som läkeväxter. 

## Bildgalleri

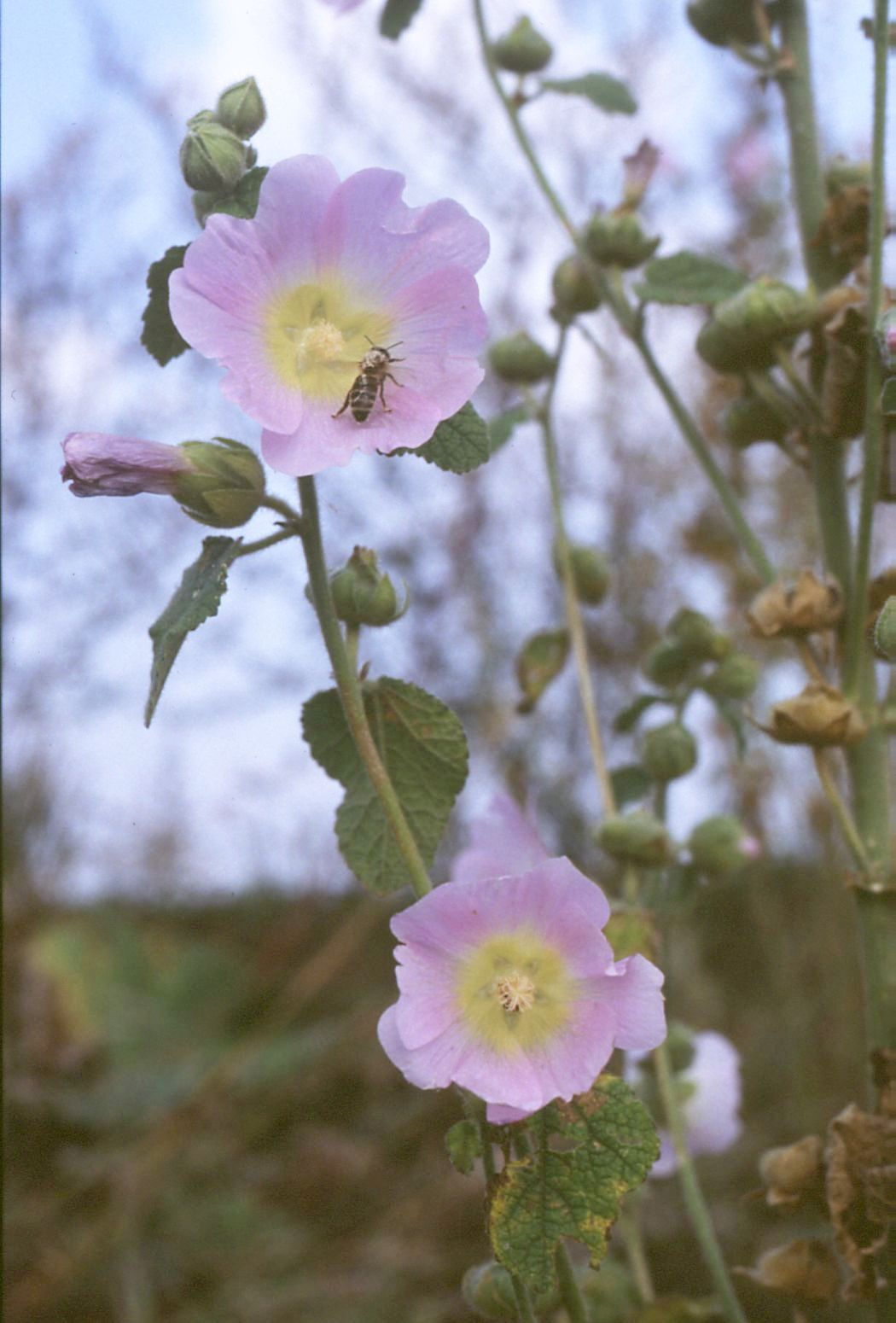
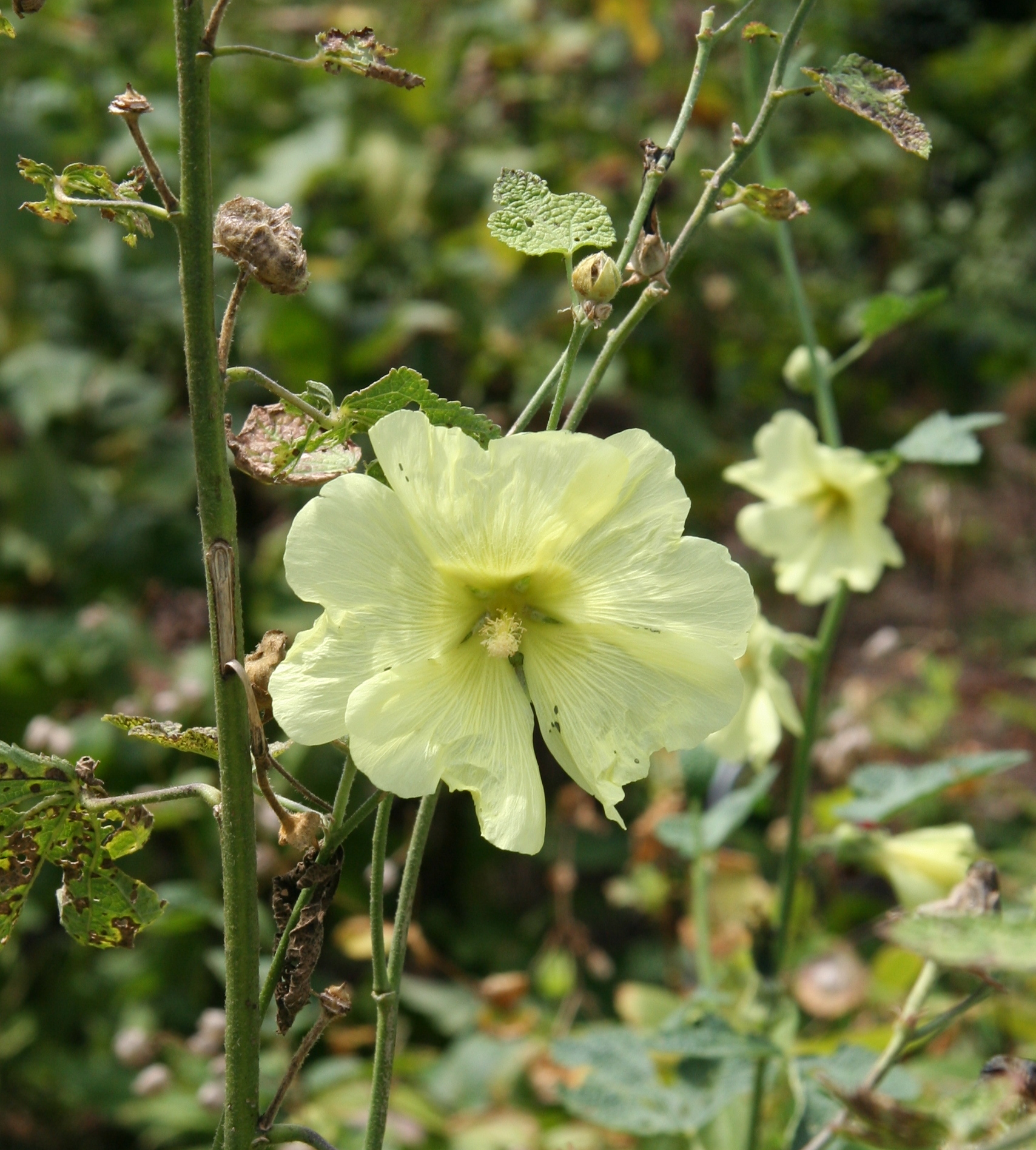
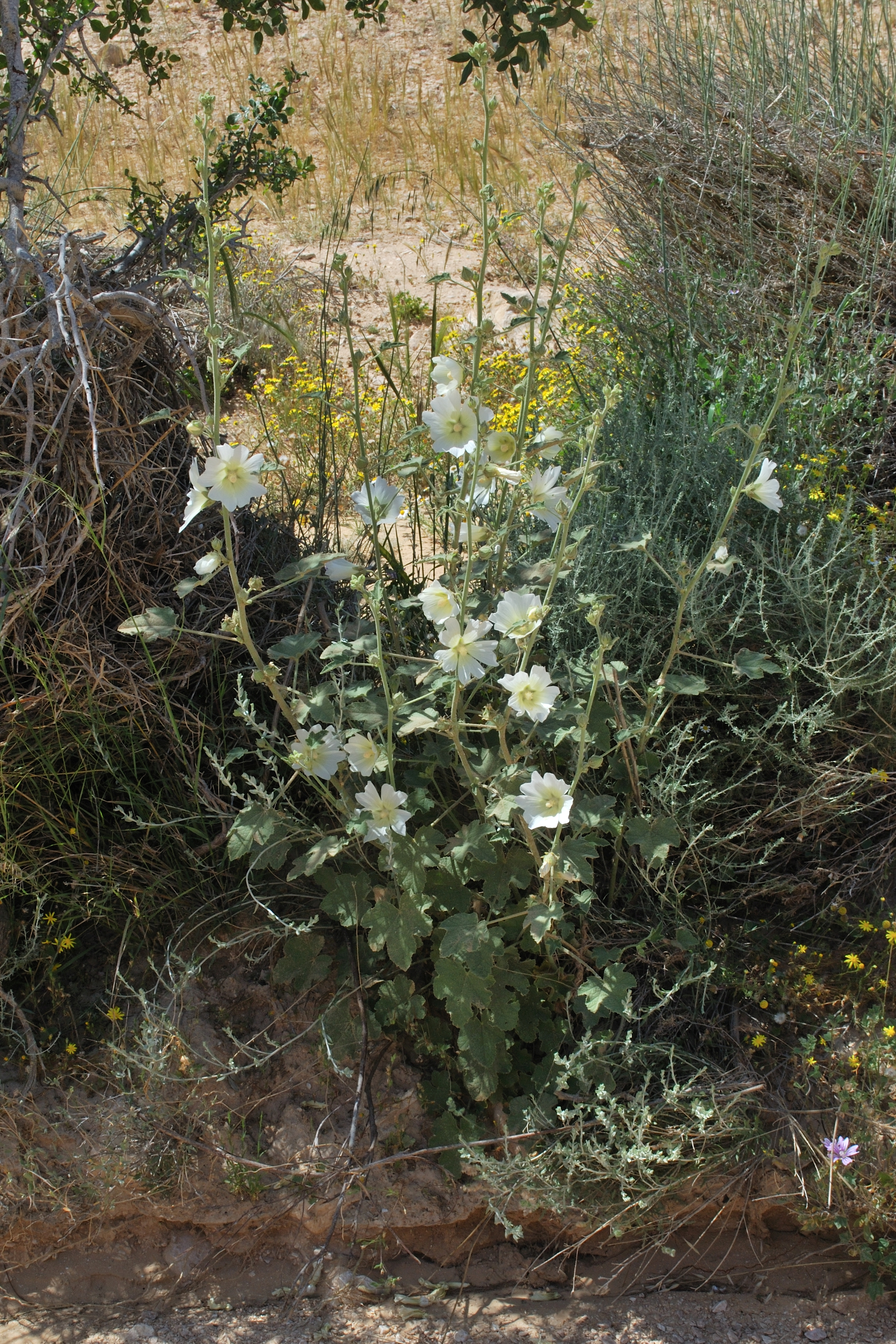
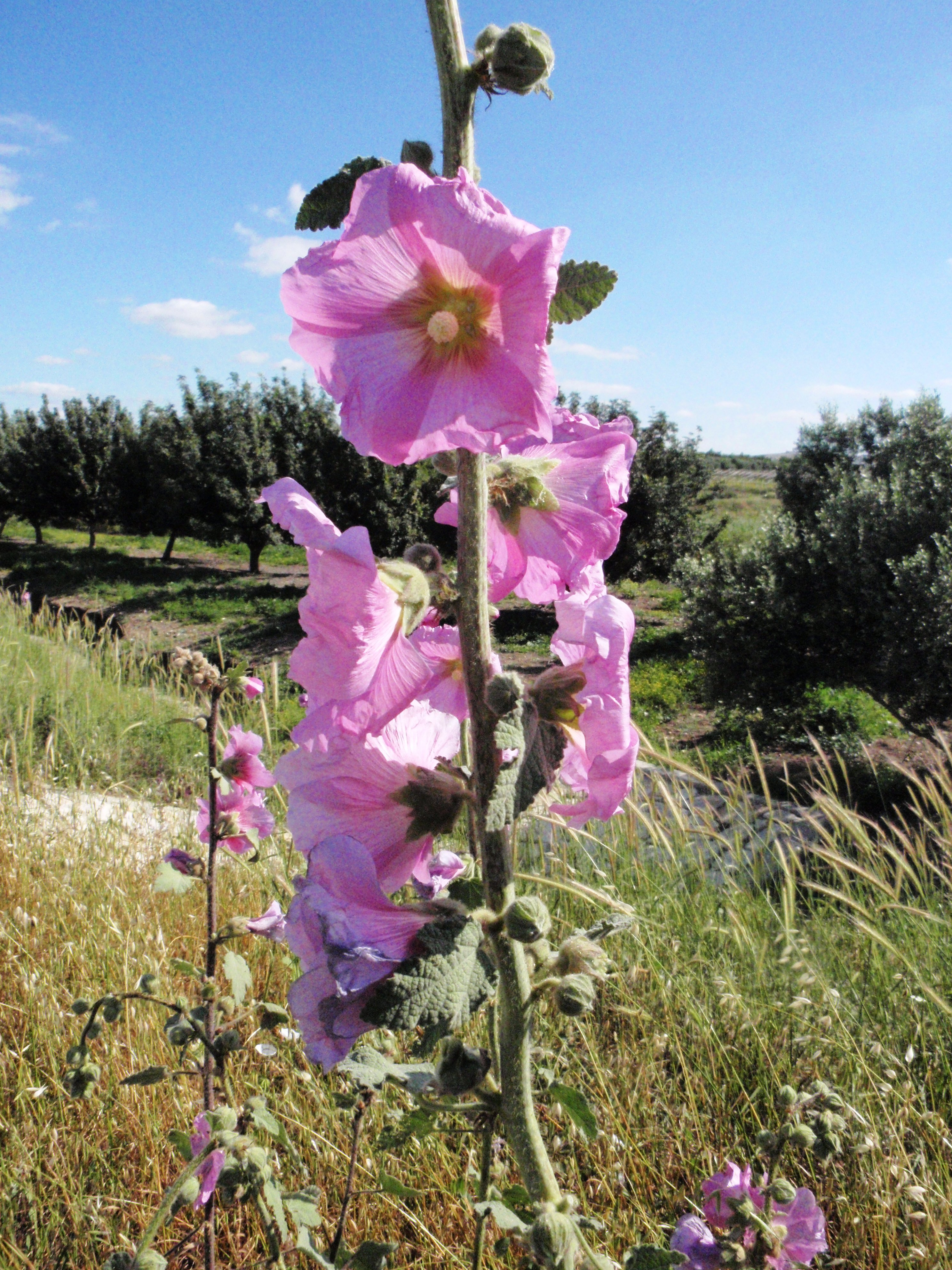

## Dottertaxa till Stockrosor, i alfabetisk ordning[1]
- Alcea abchazica
- Alcea acaulis
- Alcea afghanica
- Alcea angulata
- Alcea antoninae
- Alcea apterocarpa
- Alcea arbelensis
- Alcea assadii
- Alcea aucheri
- Alcea baldshuanica
- Alcea biennis
- Alcea calverti
- Alcea chrysantha
- Alcea damascena
- Alcea digitata
- Alcea dissecta
- Alcea djahromi
- Alcea excubita
- Alcea fasciculiflora
- Alcea flavovirens
- Alcea freyniana
- Alcea froloviana
- Alcea galilaea
- Alcea ghahremanii
- Alcea glabrata
- Alcea gorganica
- Alcea grossheimii
- Alcea heldreichii
- Alcea hyrcana
- Alcea ilamica
- Alcea iranshahrii
- Alcea karakalensis
- Alcea karsiana
- Alcea koelzii
- Alcea kopetdaghensis
- Alcea kuhsangnia
- Alcea kurdica
- Alcea kusjariensis
- Alcea lasiocalycina
- Alcea lavateriflora
- Alcea leiocarpa
- Alcea lenkoranica
- Alcea litwinowii
- Alcea loftusii
- Alcea longipedicellata
- Alcea mazandaranica
- Alcea mozaffarianii
- Alcea nikitinii
- Alcea nudiflora
- Alcea peduncularis
- Alcea pisidica
- Alcea popovii
- Alcea rechingeri
- Alcea remotiflora
- Alcea rhyticarpa
- Alcea rosea
- Alcea rosulata
- Alcea rugosa
- Alcea sachsachanica
- Alcea schirazana
- Alcea semnanica
- Alcea setosa
- Alcea sophiae
- Alcea sosnovskyi
- Alcea sotudei
- Alcea striata
- Alcea sulphurea
- Alcea sycophylla
- Alcea tabrisiana
- Alcea talassica
- Alcea tarica
- Alcea teheranica
- Alcea tholozani
- Alcea transcaucasica
- Alcea turcomanica
- Alcea turkeviczii
- Alcea wilhelminae
- Alcea woronovii
- Alcea xanthochlora